# 大華公寓
大华公寓是上海市的一座公寓建築，竣工於1932年。 該建築在1999年被列入上海市第三批優秀歷史建築。